# Kreis Vác
Vác (ungarisch Váci járás) ist ein Kreis im Norden des mittelungarischen Komitats Pest. Er grenzt im Westen an die Kreise Szob und Szentendre, im Südwesten an den Kreis Dunakeszi, im  Süden an den Kreis Gödöllő und im Südosten an den Kreis Aszód. Im Norden und Nordosten grenzt das Komitat Nógrád mit den Kreisen Rétság, Balassagyarmat und Pásztó an den Kreis Vác.

## Geschichte
Der Kreis ging während der ungarischen Verwaltungsreform Anfang 2013 als Nachfolger des gleichnamigen Kleingebiets (ungarisch Váci kistérség) hervor. Das Kleingebiet gab damals vier Gemeinden an den Kreis Szob ab, hierfür erhielt der neue Kreis Vác drei Gemeinden vom aufgelösten Kleingebiet Veresegyház. Einher ging ein „Gebietsverlust“ von 16,1 % der Fläche und 4,15 % der Bevölkerung.

## Gemeindeübersicht
Der Kreis Vác hat eine durchschnittliche Gemeindegröße von 3.735 Einwohnern auf einer Fläche von 20,00 Quadratkilometern. Die Bevölkerungsdichte liegt geringfügig unter dem Wert des Komitats (193). Der Kreissitz befindet sich in der größten Stadt, Vác, im Westen des Kreises gelegen.
| 18 Gemeinden  | Status   | Herkunft Kleingebiet | Einwohnerzahl | Einwohnerzahl | Einwohnerzahl | Fläche (km²) | Bevölkerungs- dichte (Ew./km²) |
| 18 Gemeinden  | Status   | Herkunft Kleingebiet | 01.10.2011    | 01.01.2013    | 01.01.2016    | 01.01.2016   | Bevölkerungs- dichte (Ew./km²) |
| ------------- | -------- | -------------------- | ------------- | ------------- | ------------- | ------------ | ------------------------------ |
| Acsa          | Gemeinde | Vác                  | 1.418         | 1.407         | 1.381         | 26,94        | 51,3                           |
| Csörög        | Gemeinde | Vác                  | 1.944         | 1.891         | 1.939         | 5,05         | 384,0                          |
| Csővár        | Gemeinde | Vác                  | 627           | 633           | 618           | 17,17        | 36,0                           |
| Galgagyörk    | Gemeinde | Vác                  | 1.047         | 1.087         | 1.029         | 14,72        | 69,9                           |
| Kisnémedi     | Gemeinde | Vác                  | 659           | 640           | 626           | 13,84        | 45,2                           |
| Kosd          | Gemeinde | Vác                  | 2.465         | 2.483         | 2.398         | 34,09        | 70,3                           |
| Őrbottyán *   | Stadt    | Veresegyház          | 7.102         | 7.091         | 7.062         | 27,38        | 257,9                          |
| Penc          | Gemeinde | Vác                  | 1.466         | 1.502         | 1.551         | 21,34        | 72,7                           |
| Püspökhatvan  | Gemeinde | Vác                  | 1.457         | 1.453         | 1.431         | 24,72        | 57,9                           |
| Püspökszilágy | Gemeinde | Vác                  | 752           | 756           | 724           | 25,30        | 28,6                           |
| Rád           | Gemeinde | Vác                  | 1.899         | 1.944         | 1.913         | 17,74        | 107,8                          |
| Sződ          | Gemeinde | Vác                  | 3.684         | 3.586         | 3.567         | 13,53        | 263,6                          |
| Sződliget     | Gemeinde | Vác                  | 4.464         | 4.423         | 4.482         | 7,31         | 613,1                          |
| Vác           | Stadt    | Vác                  | 33.831        | 33.475        | 32.981        | 61,60        | 535,4                          |
| Vácduka       | Gemeinde | Vác                  | 1.371         | 1.360         | 1.471         | 8,40         | 175,1                          |
| Váchartyán    | Gemeinde | Vác                  | 1.745         | 1.772         | 1.740         | 12,11        | 143,7                          |
| Váckisújfalu  | Gemeinde | Veresegyház          | 433           | 409           | 439           | 10,70        | 41,0                           |
| Vácrátót      | Gemeinde | Veresegyház          | 1.870         | 1.869         | 1.886         | 18,09        | 104,3                          |
| Kreis Vác     |          |                      | 68.234        | 67.781        | 67.238        | 360,03       | 186,8                          |

* Die Großgemeinde Orbottyán erhielt am 15. Juli 2013 das Stadtrecht.